# Geumgok-dong, Seongnam
Geumgok-dong (koreanska: 금곡동) är en stadsdel i staden Seongnam i provinsen Gyeonggi, i den nordvästra delen av Sydkorea, 25 km sydost om huvudstaden Seoul. Den ligger i stadsdistriktet Bundang-gu.